# James E. McPherson

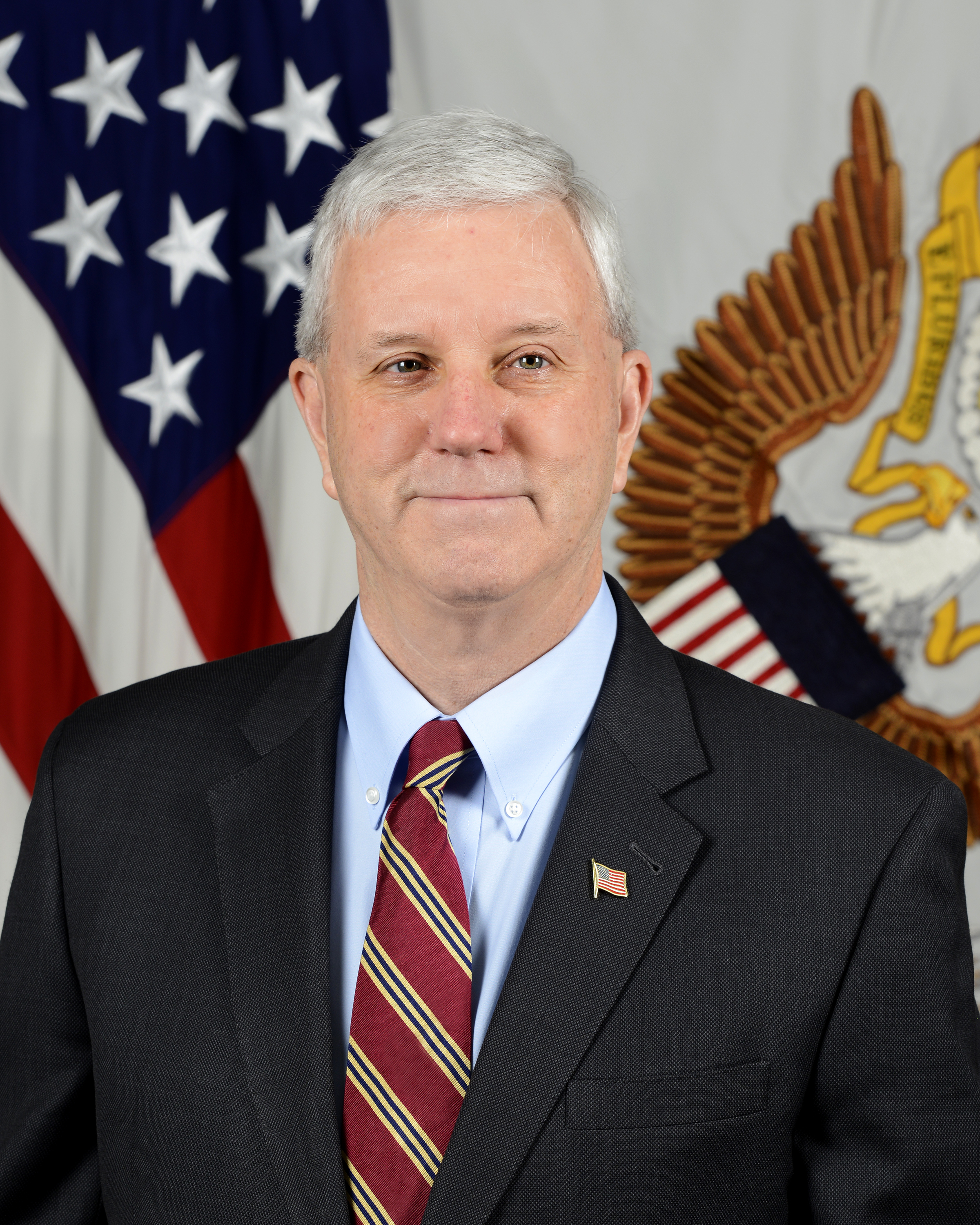
James E. McPherson

James Edwin McPherson (* 20. Januar 1953 im Los Angeles County, Kalifornien) ist ein ehemaliger US-amerikanischer Konteradmiral der United States Navy und späterer Regierungsbeamter.
Von 2004 bis 2006 war McPherson United States Navy Judge Advocate General.
Nach Bestätigung durch den US-Senat am 23. März 2020 und Vereidigung am 25. März 2020 fungierte er als United States Under Secretary of the Army, zuvor war er vom 2. Januar 2018 bis zum 24. März 2020 als General Counsel of the Army.
Am 7. April 2020 wurde er nach dem Rücktritt von Thomas B. Modly im Zuge der Entlassungsaffäre von Captain Brett Crozier als kommissarischer Secretary of the Navy benannt. Diese Position hatte er bis zum 29. Mai 2020 inne, als Kenneth Braithwaite neuer Secretary of the Navy wurde.